# 旧小澤家住宅
旧小澤家住宅（きゅうおざわけじゅうたく）は、新潟県新潟市中央区にある古民家。

## 概要
江戸時代後期から新潟町で活躍していた商家・小澤家の店舗兼住宅。かつての新潟町における町家の典型例で、明治時代に成長した豪商の屋敷構えを構成する一連の施設がほぼそのまま残されている。
平成14年（2002年）に、小澤家から新潟市へ土地と建物が寄贈され、新潟市教育委員会は平成18年（2006年）8月24日、旧小澤家住宅の建造物7棟（主屋、新座敷、離れ座敷、道具蔵、家財蔵、蔵前及び渡り廊下、門及び東塀）と敷地を市文化財に指定した 。

## 周辺
- 新潟市観光循環バス 「旧小澤家住宅入口」バス停（徒歩すぐ）
- 新潟交通 C5 西堀通線・C6 八千代橋線 「東堀通12番町」バス停（徒歩約3分）
- 下本町商店街（フレッシュ本町）